# 耳基卷柏
耳基卷柏（学名：Selaginella limbata），为卷柏科卷柏属下的一个植物种。